# Chic Cars
Chic Cars Ltd. was een Australisch autoconstructeur gevestigd in Millswood, een voorstad van Adelaide. Tussen 1923 en 1926 werden twee modellen geproduceerd in totaal 40 exemplaren: de 14/40HP met viercilinder- en de 18/48HP met zescilindermotor. Twee exemplaren staan opgesteld in het Australian National Motor Museum in Birdwood.
Chassis en profielen werden in Engeland besteld, net als de motoren van Meadows Industrial. Deze motoren waren eigenlijk bedoeld voor kleine kranen en voor generatoren. Door een eenvoudig schakelsysteem werden de passende krachtsverhoudingen verkregen. De voertuigen waren uitermate geschikt voor de onverharde, natte wegen in het landelijke Victoria van toen.